# Augustin de Saint-Aubin
Pour les articles homonymes, voir Saint-Aubin.
Augustin de Saint-Aubin, né le 3 janvier 1736 à Paris où il est mort le 9 novembre 1807, appartient à une importante dynastie de dessinateurs et graveurs français.

## Biographie
Augustin de Saint-Aubin est le fils de Gabriel-Germain de Saint-Aubin (1696-1756), brodeur.
Il devient graveur chez Étienne Fessard à partir de 1755 et réalise de multiples illustrations pour le Journal de musique de M. Lagarde, les représentations de théâtre, les catalogues de vente, les livres ou encore le cabinet d'histoire naturelle du Duc de Chevreuse.
Il est agréé par l'Académie Royale de Peinture le 25 mai 1771,  mais n'y a jamais été reçu comme académicien. Il est nommé graveur du roi et de sa bibliothèque à partir de 1777.
Consulté par l'Assemblée nationale, il a aussi réalisé les assignats de 200, 300 et 1000 livres créés par les lois des 16 et 17 avril 1790 avec Pierre-Joseph Lorthior et Nicolas-Marie Gatteaux.
Ses frères Gabriel-Jacques de Saint-Aubin, Charles-Germain de Saint-Aubin et Louis-Michel de Saint-Aubin étaient également des artistes respectés.
Il fut marié à Louise-Nicole Godeau.

## Élèves
- Jean-Louis Anselin
- Marie-Rosalie Bertaud
- Maurice Blot
- Charles-François-Adrien Macret

## Œuvre
Dessins
- L'indiscrétion vengée

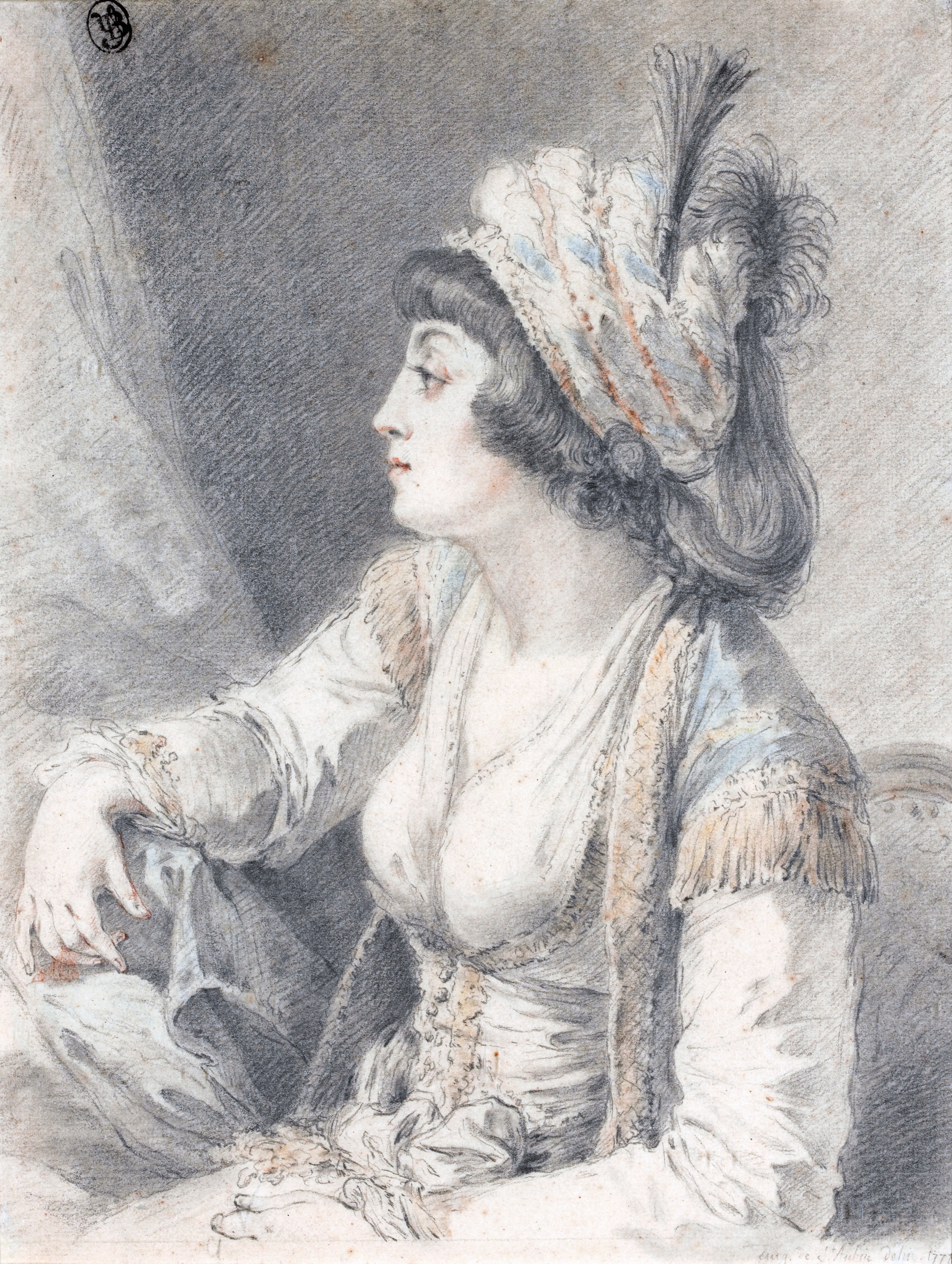
Validé ou la Sultane Mère (Augustin de Saint-Aubin, 1777)

- Scène dans un intérieur rustique : jeune femme implorant le roi. Paris, musée du Louvre.
- Portrait de Rochambeau. Bayonne, musée Bonnat.
- Feu d'artifice au bal de Saint-Cloud chez Griel, 1759. Paris, musée du Louvre.
- Portrait de Vivant-Dominique, baron Denon (1747-1825) de profil. Paris, musée du Louvre.
- Bal à Saint-Cloud chez Griel. Paris, musée du Louvre.
- Portrait d'une femme dans une chaise. University of Michigan Museum of Art (États-Unis).
- Dans le Livre des Saint-Aubin. Paris, musée du Louvre :

Page 29 : Atelier de broderie. Page 30 : Ballet des Savoyards, 1753. Page 45 : Jeune femme vue en pied, debout de profil à gauche. Page 45 : Petite fille assise tenant un éventail. Page 45 : Jeune femme en buste, montrant son sein. Page 53 : Les trois espiègles. Page 60 : Femme assise avec un chat. Page 62 : Portrait de la Baronne de Bonfflers. Page 62 : Trophée pour l'ornement de la Chapelle du roi à Versailles. Page 70 : Allégorie de l'Histoire, Mercure et Saturne. Page 71 : la sortie du collège, suite des Petits Polissons. Page 75 : homme assis lisant. Page 79 : enfants sautant à la corde, suite des Petits Polissons. Page 88 : La bouquetière. Page 89 : Buste de jeune garçon, coiffé d'un bonnet. Page 90 : le triomphe de l'amour. Page 91 : Buste de femme de profil à gauche. Page 93 : Enfant dormant. Page 93 : Jeune femme vue en buste, lisant. Page 93 : Tête de femme de profil, portant un bonnet. Page 94 : Soldat debout portant un fusil à l'épaule. Page 95 : une des pyramides d'Égypte. Page 96 : Femme vue de face, coiffée d'un bonnet. Page 96 : Croquis d'un portrait de femme dans un médaillon avec des armoiries. Page 97 : Croquis avec des amours. Page 97 : Amours musiciens. Page 98 : Ex-libris Petri. Page 99 : Femme à sa toilette. Page 99 : Illustration pour un conte de La Fontaine. Page 99 : Illustration pour un conte de La Fontaine. Page 99 : Illustration pour un conte de La Fontaine. Page 101 : Assemblée dans un parc. Page 102 : études de chat. Page 104 : Jeune homme assis, lisant. Page 104 : Joueur de violon. Page 108 : Femme au balcon, mode de 1756. Page 108 :Jeune femme accoudée et chat jouant. Page 109 : femme assise donnant la bouillie à un enfant. Page 109 : jeune femme debout. Page 111 : Mode de 1756. Page 111 : Orphée charmant les animaux. Page 112 : Quatre amours jouant avec une chèvre. Page 112 : Portrait d'Agathe de Saint-Aubin. Page 113 : Spadassin coiffé d'un chapeau à plumes et à rubans. Page 114 : Femme en pied, de profil à droite, tenant une canne et un éventail. Page 115 : Le prédicateur. Page 118 : Femme en buste dormant. Page 118 : Portrait de la Princesse de Conti. Page 121 : Fontaine du jardin du Belvédère à Frascati. Page 123 : Personnage à cheval. Page 123 : Personnage à cheval. Page 123 : Homme debout, monté sur deux chevaux. Page 124 : Femme à la galerie (1). Page 124 : Femme à la galerie (2). Page 124 :Deux bustes de femmes. Page 128 : L'amour mort. Page 128 : Nef pour le roi. Page 129 : Étude de la statue équestre de Louis XV par Girardon. Page 129 : Études d'enfant et de main. Page 131 : Étude d'une tête féminine d'après Boucher. Page 132 : Femme et deux hommes en buste discutant. Page 132 : Paysage avec maison. Page 133 : Portrait d'un noir de profil. Page 133 : Tête d'homme regardant vers le haut. Page 134 : Tête de femme. Page 134 : Tête d'homme. Page 137 : hommes en armure combattant dans une salle. Page 137 : Romain en toge. Page 139 : Groupe de personnages. Page 140 : Soldat de l'infanterie française. Page 141 : Une femme et deux hommes en buste. Page 141 : Femme ouvrant son tablier. Page 142 : Ballet des féeries. Page 143 : statue, l'Amour et un chien. Page 143 : statue de femme à l'antique, la Force
Gravures, estampes (1200 pièces gravées)

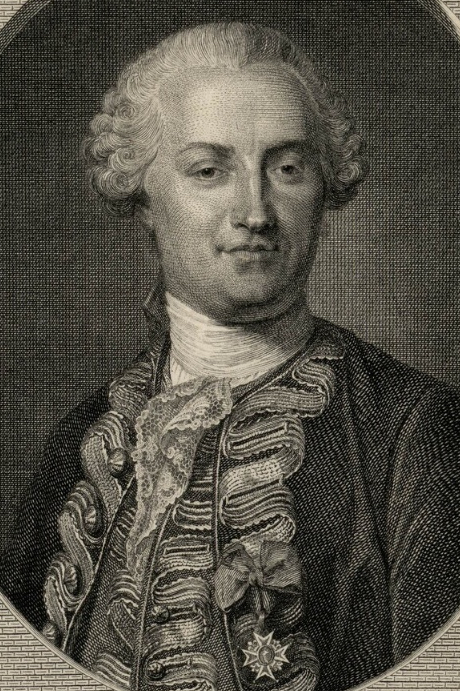
Gravure de Marc-René, marquis de Montalembert par Augustin de Saint-Aubin d'après Quentin de La Tour (XVIIIe siècle)
Versailles, Musée national du Château et des Trianons

- Portrait de Jean-François Marmontel illustrant ses Contes moraux.
- Carte d'entrée du Concert bourgeois de la rue Saint-Antoine.
- L'art du brodeur. musée des beaux-arts de Boston (États-Unis)
- Galerie des modes et costumes français, 1er cahier de grandes robes d'étiquette de cour de la France faisant suite aux costumes français. 2e cahier de grandes robes d'étiquette de cour de la France faisant suite aux costumes français. 3e cahier de grandes robes d'étiquette de cour de la France faisant suite aux costumes français. Museum of Fine Arts, Boston (États-Unis).
- Gravure d'après Gravelot (statue équestre et place). Paris, musée du Louvre, collection Rothschild.
- Jean-Baptiste-Joseph Languet de Gercy, curé de Saint-Sulpice à Paris, Docteur en Sorbonne (1675-1750). Versailles, châteaux de Versailles et de Trianon. C'est un frère de Jean-Joseph Languet de Gergy.
- Marquise de Pompadour (1722-1764). Versailles, châteaux de Versailles et de Trianon.
- Jean-Baptiste Lully, surintendant de la musique du roi (1633-1687). Versailles, châteaux de Versailles et de Trianon.
- Thomas Corneille (1625-1709), écrivain et dramaturge. Versailles, châteaux de Versailles et de Trianon.
- Louis Bourdaloue, Jésuite et Prédicateur (mort en 1707). Versailles, châteaux de Versailles et de Trianon.
- Antoine-Jean Amelot, Secrétaire d'État de 1776 à 1783. Versailles, châteaux de Versailles et de Trianon.
- Allégorie à Louis XVI et à la Constitution. Versailles, châteaux de Versailles et de Trianon.
- Hommage rendu aux vues bienfaisantes de l'Assemblée nationale constituante et à la loyauté de Louis XVI, 1791 ? Paris, musée du Louvre, collection Rothschild.
- Le Bal paré. Paris, musée du Louvre, collection Rothschild.
- « C'est ici les différents jeux des petits Polissons de Paris » : le Sabot. Paris, musée du Louvre, collection Rothschild. Suite de 6 gravures comprenant également la Corde, le Coupe-tête, la Fossette ou le Jeu de Noyaux, la Sortie du Collège, la Toupie.
- Benjamin Franklin (1706-1790), savant et ministre plénipotentiaire des États-Unis d'Amérique auprès de la Cour de France. Blérancourt, musée national de la Coopération franco-américaine

Œuvres de Charles Nicolas Cochin (le Jeune) (1715-1790) d'après Augustin de Saint-Aubin
- Portrait de Philidor. Portrait de Jean-Joseph Cassanéa de Mondonville. Paris, musée du Louvre, collection Rothschild.
- Benjamin Franklin. Philadelphia Museum of Art (États-Unis).